# 伍德沃德公司
伍德沃德公司（英語：Woodward, Inc.，NASDAQ：WWD）是目前世界上历史最悠久、规模最大的能源控制及优化解决方案的独立设计、供应商之一，公司总部位于美国科罗拉多州科林斯堡。服务范围遍及航空、发电、配电、加工工业、运输行业等，其产品在航空发动机、燃气轮机、内燃机、蒸气轮机、电力系统设备、风力发电设备等方面均有应用，大部分销售均面向原始设备制造商（OEM），其中通用电气公司是伍德沃德公司最大的客户，占公司整体收入的近三分之一，其他主要客户包括卡特彼勒公司、霍尼韦尔公司、MAN集團、普惠公司、勞斯萊斯公司等。
伍德沃德公司前身为A.W.伍德沃德公司（A.W. Woodward Company），由艾默里·伍德沃德（Amos W. Woodward）于1870年创立，当时公司位于伊利诺伊州北部的罗克福德。1920年，正式注册成立伍德沃德调速器公司（Woodward Governor Company），公司主要业务交由艾默里的儿子——埃尔默·伍德沃德（Elmer Woodward）负责。1930年代起，公司开始涉足柴油机、航空发动机的控制系统。